# Dosríus
Dosríus (oficialmente en catalán: Dosrius) es un municipio español de la comunidad autónoma de Cataluña, situado en la provincia de Barcelona, en la comarca del Maresme.

Localización de Dosrius dentro de la comarca del Maresme

Está situado en el interior, en el límite comarcal con el Vallés Oriental, en la cabecera de la riera de Argentona. Tiene un relieve accidentado al estar en la cordillera Litoral (sierra del Corredor). La vegetación predominante son pinares y encinares.
La economía del municipio se fundamenta en una industria muy diversificada pero escasa y en la actividad turística. En el término municipal abundan los chalets de segunda residencia, propiedad de habitantes de Barcelona y Mataró, generalmente. Una carretera comunica con Llinás del Vallés y con Argentona y Mataró.
Dentro del término municipal encontramos el pueblo de Canyamars, situado en un valle entre las sierras del Corredor y de Montalt. Predominan las viviendas de segunda residencia.

## Demografía
Dosríus cuenta con una población de 6142 habitantes (INE 2024).
| Gráfica de evolución demográfica de Dosríus entre 1842 y 2021                                                         |
| |
| Población de derecho según los censos de población del INE. Población de hecho según los censos de población del INE. |

| 1211              | 2269 | 3098 | 4469 | 4869 | 5176 | 5137 |
| (Fuente: IDESCAT) |      |      |      |      |      |      |

## Administración y política
| Periodo   | Nombre                | Partido |
| --------- | --------------------- | ------- |
| 1983-1987 | Lluís Homs de Moya    | CiU     |
| 1987-1991 | Lluís Homs de Moya    | CiU     |
| 1991-1995 | Lluís Homs de Moya    | CiU     |
| 1995-1999 | Lluís Homs de Moya    | CiU     |
| 1999-2003 | Josep Jo Munné        | PSC     |
| 2003-2007 | Josep Jo Munné        | PSC     |
| 2007-2011 | Josep Jo Munné        | PSC     |
| 2011-2015 | Josep Jo Munné        | PSC     |
| 2015-2019 | Marc Bosch de Doria   | ERC     |
| 2019-2023 | Silvia Garrido Galera | PSC     |
| 2023-act. | Silvia Garrido Galera |         |

## Monumentos y lugares de interés
- Iglesia de San Andrés del Far, de estilo gótico tardío, alberga las tumbas de los condes de Bell-Lloc.
- Santuario del Corredor, de estilo gótico catalán, data del siglo XVI y se alza a 632 m de altura, en la cima de la sierra con el mismo nombre.
- Iglesia gótica de San Esteban en Cañamares.
- Pou de Glaç de Canyamars
- Castillo de Dosríus.

## Personas destacadas
- Esteve Albert (escritor y político).
- Juan de Cañamares (campesino que en 1492 atentó contra Fernando el Católico en Barcelona).
- Olga García (1992-) futbolista.
- Míriam Nogueras i Camero (política)